# Továrna Walter (stavba)
Továrna Walter (Továrna automobilů J. Walter a spol., od 1. ledna 1948 Motorlet n. p.) je zaniklý průmyslový areál v Praze 5, který se nacházel západně od nádraží Praha-Jinonice. Jediná dochovaná stavba je od 31. 8. 2009 chráněna jako kulturní památka České republiky.

## Historie
Tovární areál pro výrobu automobilů byl v Jinonicích postaven v letech 1911–1913. Vznikl zde závod se slévárnou, karosárnou, smaltovnou, lakovnou a brzdicí stanicí, který od roku 1923 vyráběl také hvězdicové letecké motory.
Stavbu i pozdější přístavby provedla Českomoravská stavební akciová společnost; roku 1937 postavila ve východní části administrativní budovu a dostavěla poslední patro montážní budovy. Všechny budovy ve funkcionalistickém stylu měly trámové stropy s průvlaky.

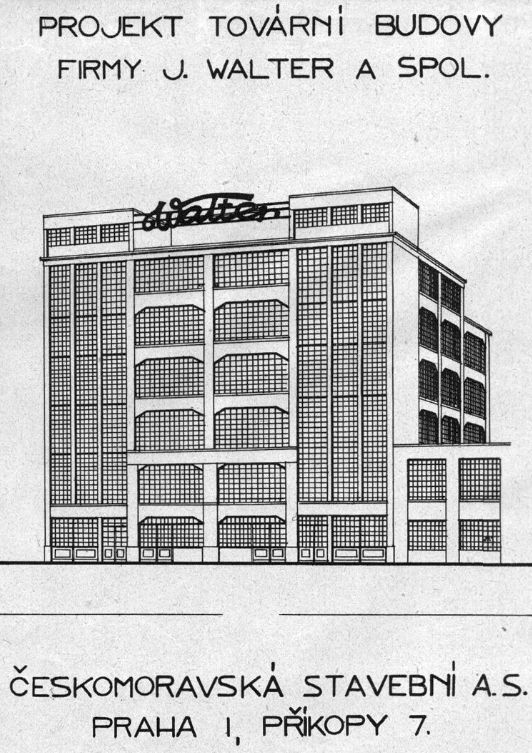
Projekt tovární budovy J. Walter a spol. (1929)

### Montážní hala

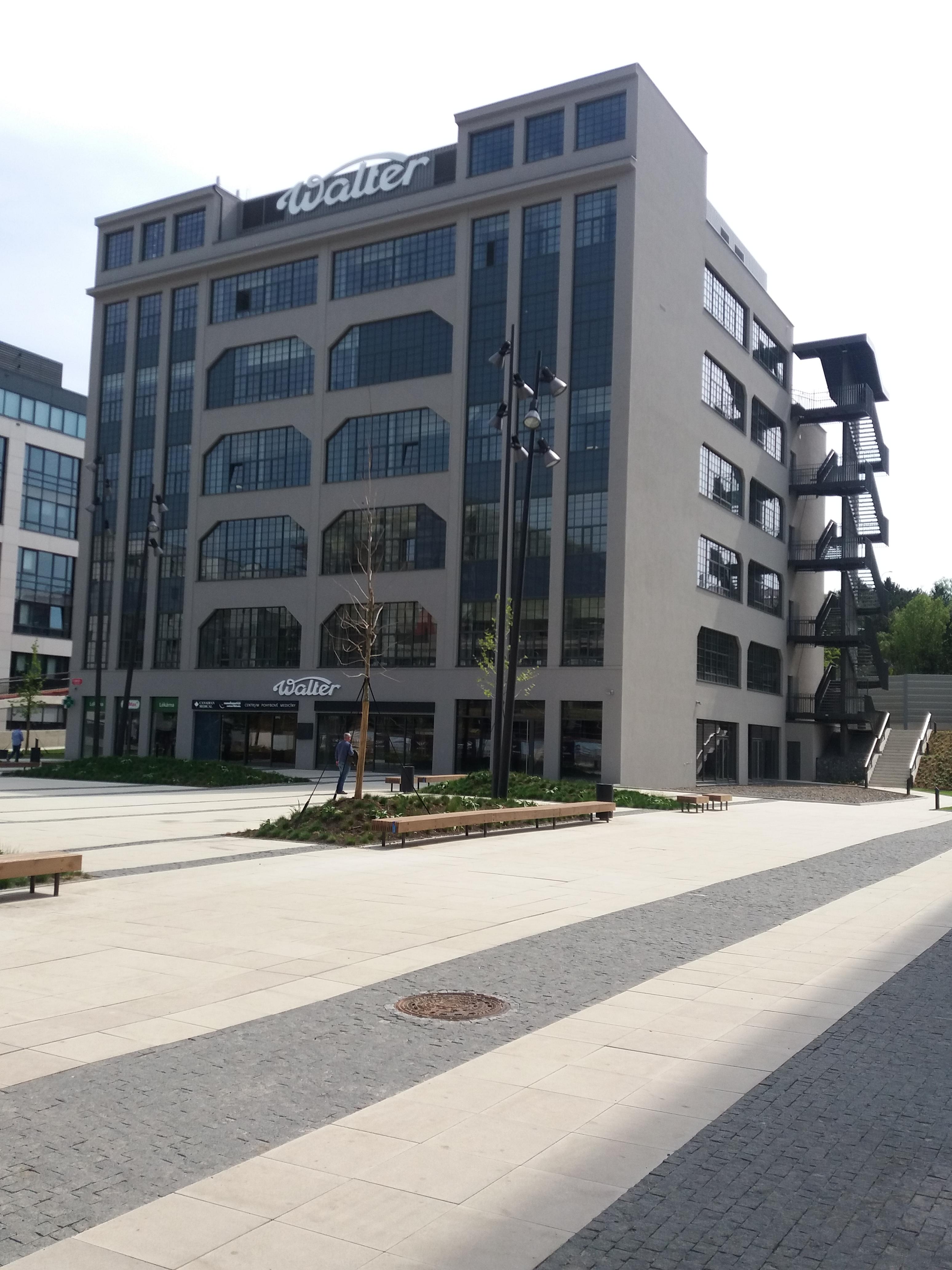
památkově chráněná dochovaná budova (2018)

V jihozápadní části areálu Waltrovky stojí od roku 1929 budova čp. 329 postavená podle projektu arch. Františka Bartoše (projekt z roku 1928). Sloužila jako montážní, výrobní a skladovací hala pro osobní a nákladní automobily, letecké motory a další výrobky.
Popis
Budova postavená na obdélném půdorysu ve funkcionalistickém slohu je podsklepená šestipodlažní stavba s nejvyšším ustupujícím patrem a plochou střechu. Její železobetonový skelet má obdélná pole na rastru 4x4. Tvoří jej osmiboké sloupy s hřibovitými hlavicemi a ploché stropy. Okna jsou zároveň výplněmi nosné konstrukce a spolu s okenními rámy se dochovaly v původní podobě - jsou kovové s rastrem skleněných tabulek.
Stejně jako šachta nákladního výtahu v severozápadní části vystupuje trojramenné schodiště v severovýchodní části nad rovinu střechy ve tvaru kubusu. Je pilířové, se schodnicemi obloženými bílým mramorem; osvětleno je vertikálními okny. Mezi kolmými pruty dochovaného zábradlí jsou vloženy obdélné a kosodélné terče.
Patra byla propojena velkým výtahem pro dopravu vozů, menším výtahem pro dopravu materiálu a osobním výtahem. Schodištěm byla budova spojena s rohovým třípatrovým domem č.p. 346 z roku 1920. Zde byly kancelářské místnosti.
Ve 30. letech 20. století vznikly v části 3. a 4. patra kanceláře pro administrativu. K budově přiléhala další křídla, která byla při demolici celého areálu zbořena.

### Iranhala
Výrobní hala II/7 zvaná „Iranhala“ byla postavena v letech 1942–1943 na části pozemku bývalého zahradnictví Františka Buzka, který společnost Walter odkoupila. Halu od vlastní továrny původně oddělovala veřejná silnice, při dalším rozšiřování areálu se ze silnice stala hlavní ulice podniku.
11. ledna 1969 v 10.30 hodin začalo v jižní části haly hořet a oheň se rozšířil až do poloviny haly. Oheň a následně voda značně poškodily 188 obráběcích strojů - třetinu všech obráběcích strojů v hale; 15 neopravitelných bylo následně sešrotováno.

### Energetická ústředna

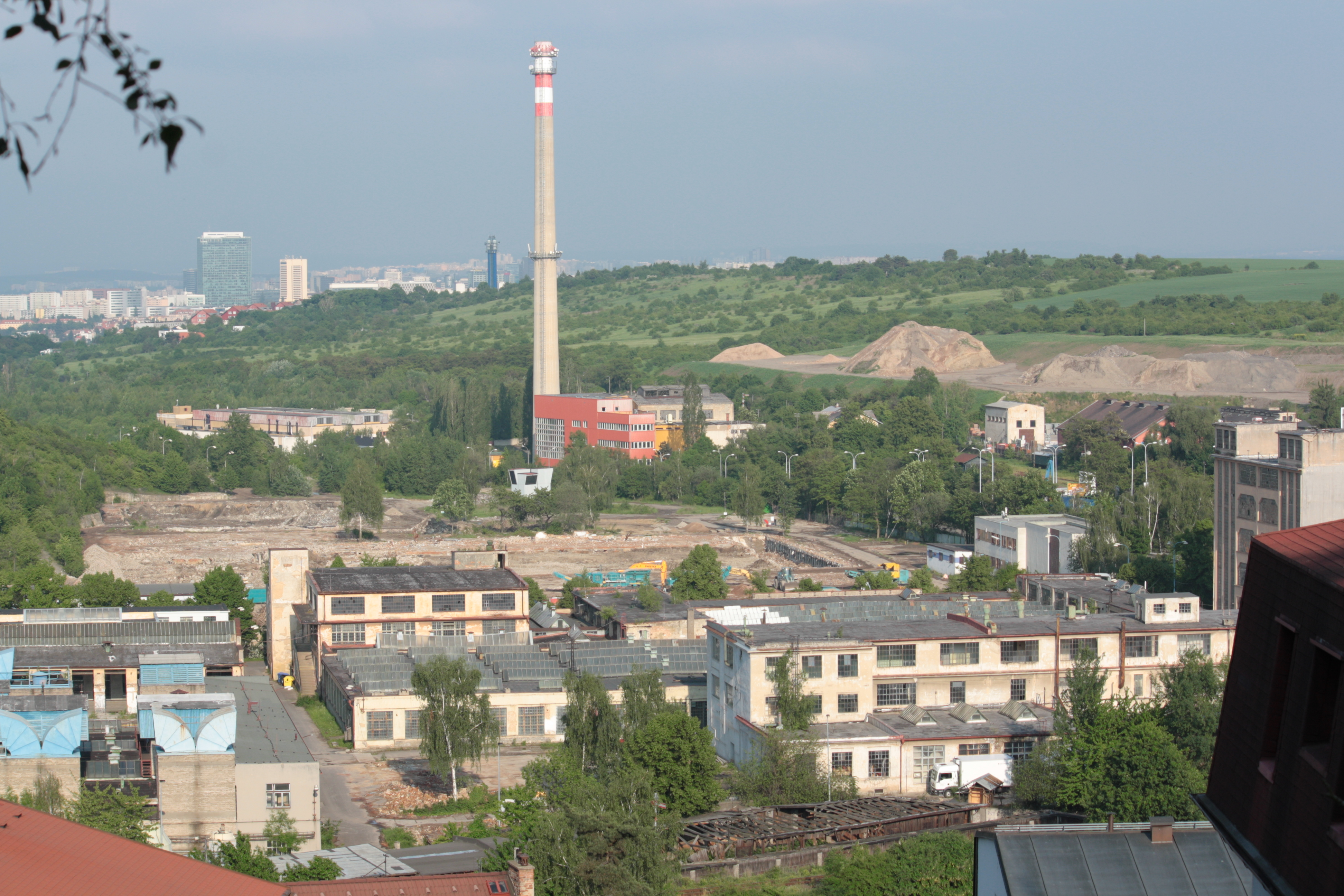
areál bývalé Walterovy továrny a komín energetické ústředny

Roku 1950 byla pro n. p. Motorlet postavena kotelna na pozemku při železniční trati, který od vlastní továrny oddělovala silnice. K výrobním halám vedl z kotelny teplovodní kanál pod ulicí. Kotelna se skládala z několika budov. Po uměle vytvořeném náspu s tovární vlečkou zajížděly vagony s uhlím v úrovni třetího nadzemního podlaží přímo do objektu, kde přes mohutné železobetonové násypky umístěné pod vagony bylo uhlí dopravováno po dopravních pásech až ke kotlům. V budově v západní části se později nacházela kogenerační jednotka a v další rozvodna vysokého napětí. Roku 1990 byl do areálu přiveden zemní plyn. Pára vedla do továrny kolektorem umístěným hluboko pod Radlickou ulicí, kouř z plynových kotlů odváděl 120 metrů vysoký železobetonový komín.